# Liste von Basketballvereinen in Nigeria
Diese Wikimedia-Liste ist eine Aufstellung von Basketballvereinen in Nigeria.
| Verein                               | Logo | Ort             | Nationale Meisterschaften                | Sportstätte                       | Sonstiges und Webadresse              | Belege        |
| ------------------------------------ | ---- | --------------- | ---------------------------------------- | --------------------------------- | ------------------------------------- | ------------- |
| Civil Defenders                      |      | Abuja           |                                          | Abuja National Indoor Sports Hall |                                       |               |
| Mark Mentors                         |      | Abuja, Otukpo   | 2015                                     | Otukpo Indoor Sports Hall         |                                       | [ 1 ]         |
| Nile Spartans                        |      | Abuja           |                                          |                                   |                                       | [ 2 ]         |
| Delta Force                          |      | Asaba           |                                          |                                   |                                       | [ 3 ]         |
| Yelwa Hawks Bauchi                   |      | Bauchi          |                                          |                                   |                                       | [ 4 ]         |
| Bauchi Nets                          |      | Bauchi          |                                          |                                   |                                       | [ 5 ]         |
| Camac                                |      | Bayelsa         |                                          |                                   |                                       |               |
| Gombe Bulls                          |      | Gombe State (?) | 2018                                     |                                   |                                       | [ 6 ] [ 7 ]   |
| Oluyole Warriors                     |      | Ibadan          |                                          |                                   |                                       |               |
| Kwara Falcons                        |      | Ilorin          | 2022                                     | Kwara Stadium (?)                 |                                       |               |
| Plateau Peaks BC                     |      | Jos             | 2006                                     |                                   |                                       | [ 4 ]         |
| Kada Stars                           |      | Kaduna          |                                          |                                   |                                       | [ 8 ]         |
| Kano Pillars BC/Kano Pillars FC      |      | Kano            | 2008, 2009, 2010, 2013, 2014, 2016, 2017 |                                   | Wahrscheinlich Mehrspartensportverein | [ 9 ]         |
| Kano Pyramid                         |      | Kano            |                                          |                                   |                                       |               |
| Hoops And Read (?)                   |      | Lagos           |                                          |                                   |                                       | [ 10 ] [ 11 ] |
| NAF Rockets                          |      | Lagos           |                                          |                                   |                                       | [ 12 ]        |
| Police Baton                         |      | Lagos           |                                          |                                   |                                       | [ 13 ]        |
| Raptors Basketball Academy (Spiders) |      | Lagos           |                                          | Indoor Sports Hall                |                                       |               |
| Gboko City Chiefs                    |      | Lagos           |                                          |                                   |                                       | [ 14 ]        |
| Nigeria Customs BC                   |      | Lagos           |                                          |                                   |                                       | [ 4 ] [ 11 ]  |
| Ebun Comets                          |      | Lagos           | 2003, 2005, 2007                         |                                   |                                       | [ 15 ]        |
| Lagos Islanders                      |      | Lagos, Yaba     | 1997, 1998, 1999, 2000, 2001             | Rivers State Basketball Complex   |                                       | [ 4 ]         |
| Union Bank BC/Gboko Heat             |      | Lagos           |                                          |                                   |                                       | [ 16 ]        |
| Niger Potters BC                     |      | Minna           |                                          |                                   |                                       | [ 4 ] [ 17 ]  |
| River Hoopers                        |      | Port Harcourt   | 2011, 2012, 2019, 2021, 2023             | Rivers State Basketball Complex   |                                       | [ 14 ]        |
| Dodan Warriors                       |      | Lagos           |                                          |                                   |                                       | [ 4 ]         |